# جامعة الأميرة نورة بنت عبد الرحمن
جامعة الأميرة نورة بنت عبد الرحمن تقع في مدينة الرياض. افتتحت في عهد خادم الحرمين الشريفين الملك عبد الله بن عبد العزيز، وهي أول جامعة في المملكة العربية السعودية مخصصة للبنات، وتبلغ مساحتها 8 ملايين متر مربع. كانت تعرف سابقًا باسم من جامعة الرياض للبنات قبل أن يُغيَّر اسمها إلى جامعة الأميرة نورة بنت عبد الرحمن للبنات.وانتقلت الجامعة إلى مقرها الدائم بالمدينة الجامعية. وأول مدراء الجامعة هي الأميرة الجوهرة بنت فهد بن محمد بن عبد الرحمن آل سعود.

## التطور
أنشئت الجامعة بموجب التوجيه السامي الكريم ذي الرقم 3139/م ب في 18/4/1427 هـ القاضي بالموافقة على إنشاء جامعة للبنات بالرياض تحت إشراف وزارة التعليم، بحيث ترتبط بها كليات البنات في منطقة الرياض  التي كانت آنذاك  تتبع وزارة التربية والتعليم (وزارة التعليم حاليا بعد دمجها مع وزارة التعليم العالي). وعليه فقد مرت كليات الجامعة بالمراحل الآتية:
- أنشئت أول كلية من الكليات المعنية وهي كلية التربية عام 1390 هـ (1970 م) ثم تبعها بعد ذلك إنشاء الكليات الأخرى حتى بلغ عدد الكليات الكائنة في منطقة الرياض (23) كلية مثّلت الكليات التي احتضنتها الجامعة في بداية مولدها.
- وفي عــام 1428 هـ صـدرت موافـقة المقام السامي الكريم بالتوجيه البرقيّ 3030/م ب في 23/3/1428 هـ على القرار الذي اتخذه مجلس التعليم العالي بإنشاء كلية العلوم، وكلية علوم الحاسب والمعلومات، وكلية الإدارة والأعمال.
- فعّلت الجامعة بتاريخ صدور الأمر الملكي الكريم ذي الرقم أ/37 في 25/3/1428 هـ بتعيين مديرة للجامعة.
- وافق المقام السامي الكريم بالخطاب ذي الرقم 8626/م ب في 27/9/1428 هـ على ما اتخذه مجلس التعليم العالي من قرار بناءً على المشروعات التي تقدمت بها الجامعة بإنشاء كلية الصيدلة، وكلية التمريض، وكلية العلاج الطبيعيّ، وكلية رياض الأطفال في كلّ من مدينة الرياض ومحافظة الدوادمي، وكلية اللغات والترجمة الفورية في مدينة الرياض.
- تقدمت الجامعة لمجلس التعليم العالي بمشروع لإنشاء كلية لعلوم الحاسب وتقنية المعلومات في محافظة المجمعة وقد وافق خادم الحرمين الشريفين رئيس مجلس الوزراء رئيس مجلس التعليم العالي على ذلك بالتوجيه البرقيّ الكريم ذي الرقم 5151/م ب في3/7/1429 هـ.
- بناءً على المشروع الذي تقدمت به الجامعة لهيكلة كليات التربية للبنات التابعة لها وعددها أربع الكائنة في مدينة الرياض فقد وافق المقام السامي الكريم بالتوجيه البرقيّ الكريم ذي الرقم 5151/م ب بتاريخ 3/7/1429 هـ على القرارالذي اتخذه مجلس التعليم العالي بهذا الخصوص.
- بناءً على المشروع الذي تقدمت به الجامعة لإعادة هيكلة كلية التربية للاقتصاد المنزلي والتربية الفنية في مدينة الرياض وفصلها إلى كلّيتين غير تربويتين هما كلية الاقتصاد المنزلي وكلية الفنون والتصاميم فقد وافق المقام السامي بالتوجيه البرقيّ الكريم ذي الرقم 5151/م ب في 3/7/1429 هـ على القرار الذي اتخذه مجلس التعليم العالي بهذا الخصوص.
- ونظرًا لتزايد عدد الكليات التابعة للجامعة حيث أصبحت تضم (34) كلية بالإضافة إلى انتشارها في جميع مراكز ومحافظات منطقة الرياض، وبناءً على ما تم الاتفاق عليه فقد وافق خادم الحرمين الشريفين، ورئيس مجلس الوزراء، ورئيس مجلس التعليم العالي بالتوجيه البرقيّ الكريم ذي الرقم 5151/م ب في 3/7/1429 هـ على القرار الذي اتخذه مجلس التعليم العالي بخصوص نقل الإشراف على كليات البنات الواقعة في المحافظات خارج مدينة الرياض والتابعة لمنطقة الرياض من جامعة الرياض للبنات إلى جامعة الملك سعود، وعددها (21) كلية.
- استمرت الجامعة تشرف أكاديميًا على جميع الكليات خارج مدينة الرياض حتى نهاية الفصل الدراسي الأول من العام الدراسي 1429/1430 هـ. ثم تم نقل الإشراف عليها أكاديميًا إلى جامعة الملك سعود واستمر الإشراف عليها إداريًا وماليًا من قبل الجامعة حتى تاريخه.
- قام خادم الحرمين الشريفين الملك عبد الله بن عبد العزيز بوضع حجر الأساس للمدينة الجامعية للجامعة بتاريخ 29/10/1429 هـ، وقام بتغيير مسمى هذه الجامعة التي تعدّ الأولى من نوعها في المملكة العربية السعودية من جامعة الرياض للبنات إلى جامعة الأميرة نورة بنت عبد الرحمن.
- تقوم الجامعة بعمل المبادرات التعليمية والتثقيفية انطلاقًا من مبادرة المملكة ورؤية 2030، ومن أهم المشاريع هو مشروع أمومة الذي يهدف إلى توعية المرأة الحامل في السعودية وتثقيفها وشرح كيفية العناية بصحة الحامل وصحة الجنين خطوة بخطوة طيلة أشهر الحمل ومتابعة الحمل والولادة وحساب أشهر الحمل، يقوم المشروع بتشجيع النساء على التواصل مع بعضهن عبر عمل مبادرات توعوية ومسابقات لأجل زيادة الوعي الخاص بالإنجاب بكل جوانبه.[7]

## شهادة اعتماد
حصلت جامعة الأميرة نورة بنت عبد الرحمن على شهادة اعتماد «منظمة الصحة العالمية» كأول مدينة جامعية سعودية وعربية معززة للصحة على مستوى الجامعات، وهي شهادة تمنحها المنظمة للمدن الصحية حول العالم.
وتسلمت الجامعة شهادة الاعتماد في يونيو 2021م خلال ختام فعالية «جام المهن الصحية» المقامة في الجامعة، والتي نظمها مركز الإبداع بوزارة الصحة بالتعاون مع عمادة شؤون الطالبات بالجامعة، بحضور معالي وزير الصحة الدكتور توفيق بن فوزان الربيعة، ومعالي رئيسة الجامعة الدكتورة إيناس بنت سليمان العيسى، وممثل منظمة الصحة العالمية في السعودية الدكتور إبراهيم الزيق، وقياديين من وزارة الصحة والجامعة.

## موقع الجامعة
تقع في الجزء الشمال الشرقي لمدينة الرياض، في حي النرجس طريق المطار.

## الكليات
- الكليات الصحية:[11]
  - كلية الطب البشري
    - الطب والجراحة

  - كلية طب الأسنان:
    - طب وجراحة الفم والأسنان

  - كلية الصيدلة:
    - دكتور صيدلة

  - كلية الصحة وعلوم التأهيل «العلاج الطبيعي سابقاً»:
  - علوم الصحة :
    - التثقيف الصحي
    - التغذية الإكلينيكية
    - علوم الوبائيات
    - علم النفس الإكلينيكي

  - العلوم الإشعاعية :
  - الأشعة التشخيصية
  - تقنيات الطب النووي
  - التصوير بالموجات فوق الصوتية
- علوم التواصل الصحي :
- أمراض التخاطب والبلع
- السمع والتوازن
- علوم التأهيل :
- العلاج الوظيفي
- دكتور علاج طبيعي
- العلاج التنفسي
- كلية التمريض:
- العلوم في التمريض
- تمريض الأمومة وأمراض النساء والولادة :
- القبالة
- الكليات العلمية:[11]
  - كلية العلوم:
    - الفيزياء:
    - الفيزياء
    - الفيزياء الطبية
    - الكيمياء:
    - الكيمياء
    - الأحياء:
    - الأحياء
    - العلوم الرياضية:
    - الرياضيات
    - علوم وهندسة المواد
    - الإحصاء التطبيقي

  - كلية علوم الحاسب والمعلومات:
    - قسم علوم الحاسب
    - قسم تقنية المعلومات
    - وقسم نظم المعلومات
    - قسم علم البيانات وتحليلها
    - قسم الذكاء الاصطناعي
    - قسم الأمن السيبراني

  - كلية الإدارة والأعمال:
    - إدارة الأعمال
    - قسم المحاسبة
    - الاقتصاد المالي
    - الاقتصاد
- الكليات الإنسانية:[11]
  - كلية اللغات والترجمة:
    - اللغة الإنجليزية والترجمة الفورية
    - اللغة الفرنسية
    - اللغويات التطبيقية
    - الأدب الإنجليزي
    - اللغة الصينية

  - كلية التصاميم والفنون:
    - التصميم الجرافيكي والوسائط الرقمية
    - التصوير الضوئي
    - التصميم الداخلي
    - الفنون البصرية ويتفرع منها ثلاث مسارات
    - تصميم الأزياء
    - تصميم المنتجات

  - كلية التربية:
    - علم النفس
    - التربية الخاصة
    - الطفولة المبكرة
    - مناهج وطرق التدريس: (معلمة اللغة الإنجليزية - ابتدائي) (معلمة الصفوف الأولية)
    - الأقسام المساندة في كلية التربية: (تقنيات التعلم، قسم أصول التربية، قسم الإدارة والتخطيط التربوي)

  - كلية الآداب
    - المتاحف والآثار
    - الإرشاد السياحي
    - الصحافة الرقمية
    - اللغة العربية وآدابها
    - اللغة الإنجليزية وآدابها
    - التاريخ والحضارة
    - الجغرافيا
    - المكتبات والمعلومات
    - الثقافة الإسلامية
    - الخدمة الإجتماعية

  - كلية الهندسة:
    - الهندسة الكهربائية
      - إلكترونية
      - اتصالات
      - الطاقة المتجددة

    - الهندسة الصناعية والنظم
    - الهندسة الطبية الحيوية

  - كلية القانون:[12]
    - القانون الخاص
    - القانون العام

  - كلية علوم الرياضة والنشاط البدني

## مبادرة صحة نورة
برنامج "صحة نورة" ينسجم مع استراتيجيات الجامعة، والرؤية السعودية 2030 نحو مجتمع صحي، ويخدم مفهوم الصحة الشامل النفسي والاجتماعي والعضوي، من خلال تحفيز وتحريك مجتمع الجامعة بمختلف التخصصات والكليات والأقسام، للمشاركة في تحسين قضايا المجتمع الصحية وتحقيق أهدافه الاستراتيجية، التي تضمن للمجتمع الأكاديمي جودة حياة جامعية، وتوفير بيئة صحية آمنة".

## مترو الجامعة
هو نظام نقل آلي عبارة عن «قطار مترو»  أنشىء ليسهّل عملية التنقل بين الكليات ومرافق الجامعة، تم تدريب فريق نسائي بعناية في  الدنمارك على شكل أربع دفعات، ثم عاد الفريق لممارسة العمل في «مترو» الجامعة يدويًا.
يبلغ طول سكة الحديد 12 كلم، ويبلغ عدد القطارات جميعا 22 قطار، يعمل منها يوميا 19 قطار، كما يبلغ عدد الخطوط 4 خطوط، وينقسم كل قطار إلى مركبتين مرتبطتين ببعضهما، حيث تتسع كل مركبة لأكثر من 155راكب، وتبلغ الطاقة الاستيعابية لكل قطار تقريبا من 264 إلى 300 راكب، بينما يبلغ عدد المحطات  14 محطة بين كل محطة وأخرى 400 م.

## وصلات خارجية
- موقع الجامعة الرسمي
- منتديات جامعة الأميرة نورة بنت عبد الرحمن
- بوابة النظام الأكاديمي